# Ravensberger Straße (Stralsund)

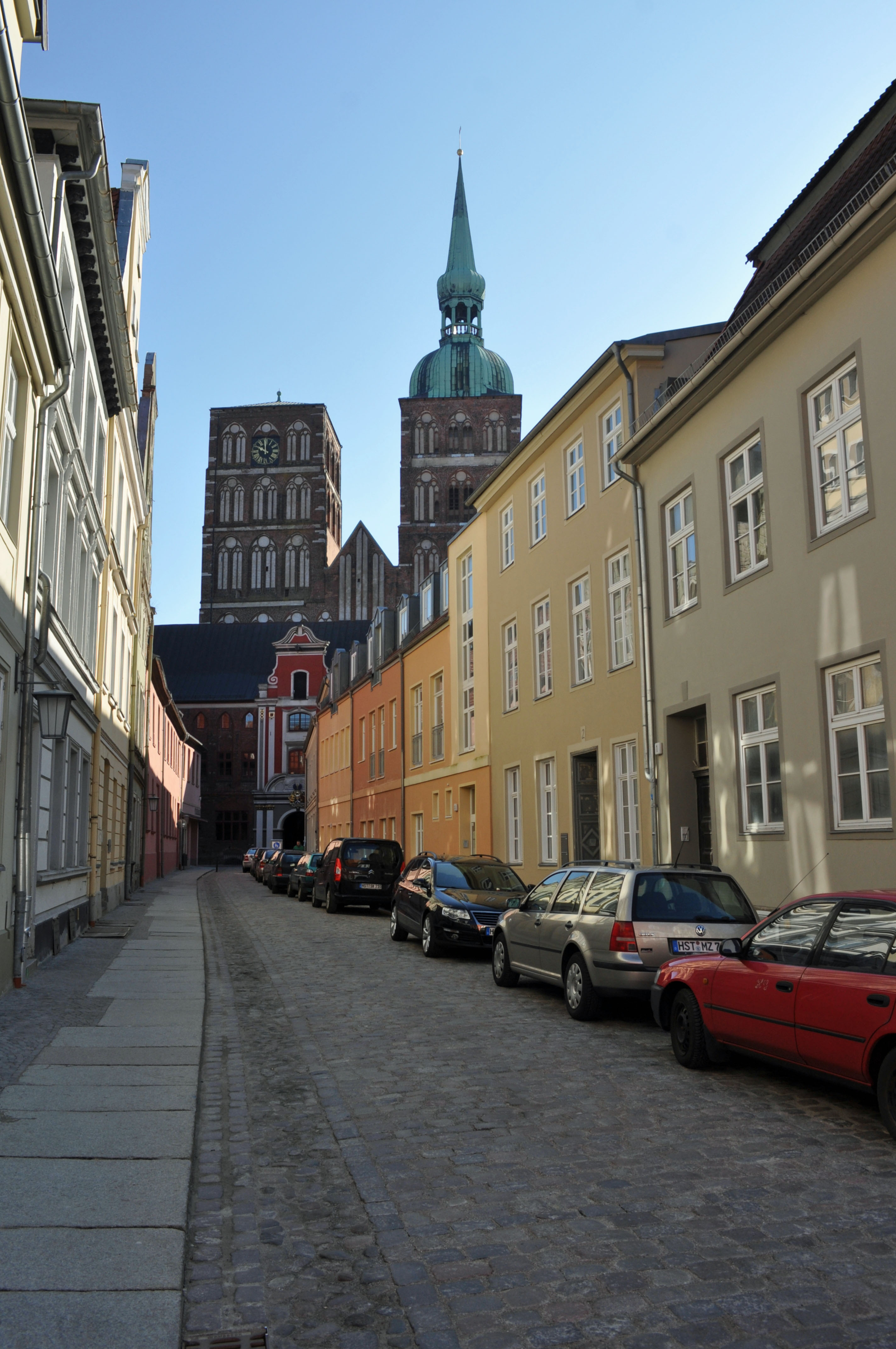
Blick durch die Ravensberger Straße zum Rathaus (2012)

Die Ravensberger Straße, auch Ravensbergerstraße, im Stadtgebiet Altstadt in Stralsund verbindet die Mönchstraße mit der Ossenreyerstraße beim Stralsunder Rathaus. Die Straße gehört zu den ältesten Straßen der Stadt und liegt im Kerngebiet des UNESCO-Welterbes Historische Altstädte Stralsund und Wismar.
Die Straße wird im ersten Stralsunder Stadtbuch von 1307 als Ravenbercherstrate erwähnt. Der Name geht auf eine aus Westfalen stammende Familie Ravensberg zurück, die im Jahr 1280 einen Ratsherrn in Stralsund stellte.
Bei einem Stadtbrand am 12. Juni 1680 wurden alle Gebäude der Straße zerstört. Die St.-Nikolai-Gemeinde ließ im Jahr 1701 ein Predigerwitwenhaus errichten (heutiges Haus Nr. 2), die Stadt baute im Jahr 1706 ein Syndikathaus (heutige Nr. 4). Im Jahr 1738 entstand das Haus mit der heutigen Nr. 5.
Drei Gebäude in der Straße stehen unter Denkmalschutz (siehe auch Liste der Baudenkmale in Stralsund), nämlich Ravensberger Straße 4, Ravensberger Straße 5 und Ravensberger Straße 6.